# Marc (dryck)
Marc eller eau de vie de marc är en spritdryck, som är den franska varianten av den italienska grappan. Marc framställs genom destillering av pressrester från vinframställning och förekommer i flera franska vinregioner. Druvorna som används kan vara jästa, halvjästa eller ojästa, vilket påverkar den slutgiltiga smaken. Marc har varit känd för en obehaglig doft, vilken dock kan avlägsnas vid framställningen med kemiska medel.